# 亚伯尔
亚伯尔（德語：Jabel）是德国梅克伦堡-前波美拉尼亚州的市镇，隶属于梅克伦堡湖区县。总面积为80.02平方千米，截至2023年12月31日总人口为652人。